# Tibiomus angulatus
Tibiomus angulatus är en mångfotingart som beskrevs av Kraus 1960. Tibiomus angulatus ingår i släktet Tibiomus och familjen Odontopygidae. Inga underarter finns listade i Catalogue of Life.